# چنینگ (تگزاس)
چنینگ، تگزاس(به انگلیسی: Channing, Texas) شهری در ایالت تگزاس از ایالات جنوبی ایالات متحده آمریکا است. در سرشماری سال ۲۰۰۰، جمعیت این شهر ۳۵۶ نفر اعلام شد.